# ديموس ديكوديس
ديموس ديكوديس (باليونانية: Δήμος Ντικούδης)‏ مواليد 24 يونيو 1977 في لاريسا، هو لاعب كرة سلة يوناني معتزل. بدأ مسيرته الاحترافية في سنة 1996. يبلغ طوله 6 قدم 10 بوصة (2.1 م). مثّل منتخب بلاده. شارك في دورة الألعاب الأولمبية الصيفية سنة 2004. حقق المركز الأول في بطولة أمم أوروبا لكرة السلة 2005. اعتزل اللعب في 2012.

## المسيرة الاحترافية
لعب مع إيه إي كي من سنة 1998 إلى 2003، ثم لعب مع فالنسيا باسكت في الدوري الإسباني في موسم 2003–2004، ثم لعب مع سسكا موسكو في الدوري الروسي في موسم 2004–2005، ثم لعب مع فالنسيا باسكت في الدوري الإسباني في موسم 2005–2006، ثم لعب مع باناثينايكوس من سنة 2006 إلى 2008، ثم لعب مع فالنسيا باسكت في الدوري الإسباني في سنة 2008، ثم لعب مع بانيونيس في موسم 2008–2009، ثم لعب مع أريس في موسم 2009–2010، ثم لعب مع إيه إي كي في موسم 2010–2011.

## الإنجازات

### النادي
- بطولة كأس سابورتا: (2000)
- الدوري اليوناني لكرة السلة: (2002، 2007، 2008)
- الدوري الأوروبي لكرة السلة : (2007)

### المنتخب
- بطولة أمم أوروبا لكرة السلة 2005:  ذهبية
- بطولة كأس العالم لكرة السلة 2006:  فضية

## سجل المنافسة
شارك في المنافسات التالية:
- بطولة أمم أوروبا لكرة السلة 2005
- الألعاب الأولمبية الصيفية 2004

## روابط خارجية
- ديموس ديكوديس على موقع الاتحاد الدولي لكرة السلة (الإنجليزية)
- ديموس ديكوديس على موقع الدوري الأوروبي لكرة السلة (الإنجليزية)
- ديموس ديكوديس على موقع كرة السلة الأوروبية.كوم (الإنجليزية)
- ديموس ديكوديس على موقع ريلجم (الإنجليزية)
- ديموس ديكوديس على موقع بروبوليرز (الإنجليزية)
- ديموس ديكوديس على موقع سبورتس رفرنس (الإنجليزية)
- ديموس ديكوديس على موقع أوليمبيديا (الإنجليزية)